# Kinsley
Kinsley és una població dels Estats Units a l'estat de Kansas. Segons el cens del 2000 tenia 1.658 habitants.

## Demografia
Segons el cens del 2000, Kinsley tenia 1.658 habitants, 757 habitatges, i 433 famílies. La densitat de població era de 492,4 habitants/km².
Dels 757 habitatges en un 24,8% hi vivien nens de menys de 18 anys, en un 46,8% hi vivien parelles casades, en un 7,3% dones solteres, i en un 42,8% no eren unitats familiars. En el 39,5% dels habitatges hi vivien persones soles el 22,7% de les quals corresponia a persones de 65 anys o més que vivien soles. El nombre mitjà de persones vivint en cada habitatge era de 2,11 i el nombre mitjà de persones que vivien en cada família era de 2,84.
Per edats la població es repartia de la següent manera: un 22,1% tenia menys de 18 anys, un 6,9% entre 18 i 24, un 23,4% entre 25 i 44, un 21,2% de 45 a 60 i un 26,4% 65 anys o més.
L'edat mediana era de 43 anys. Per cada 100 dones de 18 o més anys hi havia 91,7 homes.
La renda mediana per habitatge era de 27.791 $ i la renda mediana per família de 37.961 $. Els homes tenien una renda mediana de 28.063 $ mentre que les dones 19.079 $. La renda per capita de la població era de 17.219 $. Entorn del 6,6% de les famílies i el 9,6% de la població estaven per davall del llindar de pobresa.

## Poblacions més properes
El següent diagrama mostra les poblacions més properes.